# Port Sulphur
Port Sulphur est une census-designated place située dans la paroisse de Plaquemine, dans l’État de Louisiane, aux États-Unis. Sa population s’élevait à 1 760 habitants lors du recensement de 2010.

## Galerie photographique

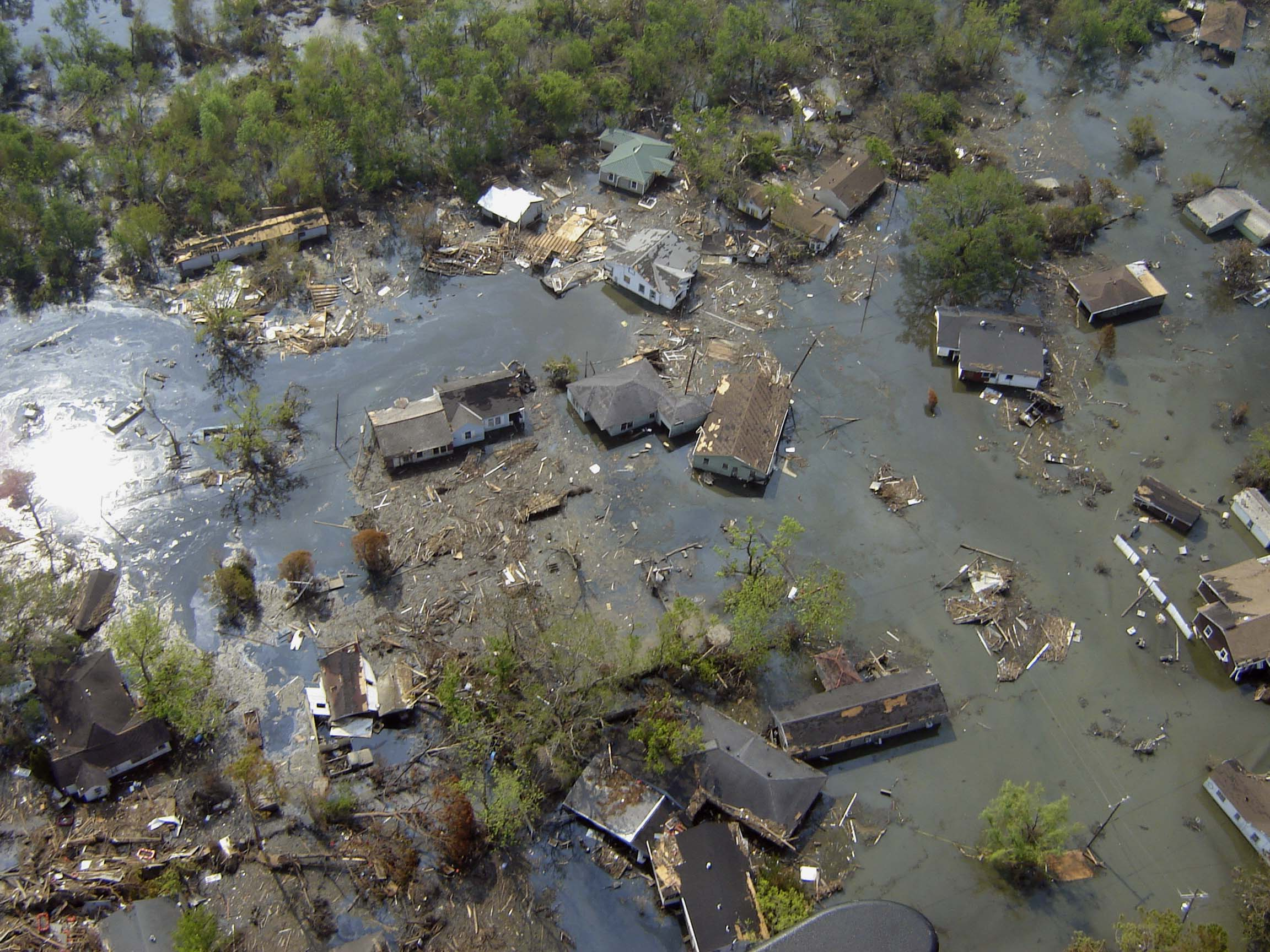
Port Sulphur après le passage de Katrina.
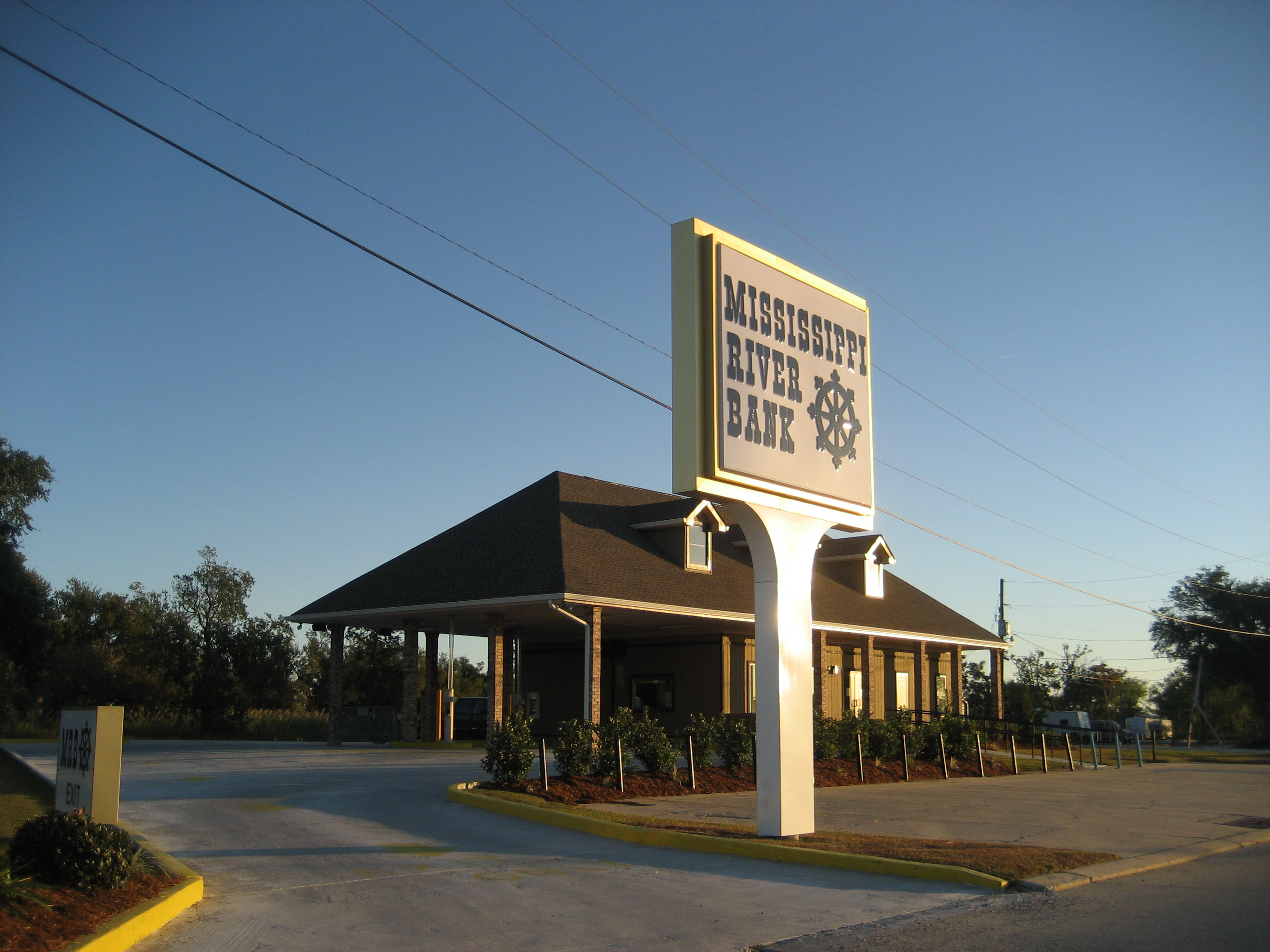
River Bank.

## Source
- (en) Cet article est partiellement ou en totalité issu de l’article de Wikipédia en anglais intitulé « Port Sulphur, Louisiana » (voir la liste des auteurs).